# Yoon Kyung-shin
Yoon Kyung-shin (født 7. juli 1973 i Seoul) er en koreansk håndboldspiller. Han blev af International Handball Federation kåret til IHF’s “World Player of the Year 2001”.
Yoon Kyung-shin spillede for den tyske klub VfL Gummersbach fra 1996 til 2006 og for HSV Hamburg i 2006–07 sæsonen. Han er den næstmest scorende spiller i Bundesligaens historie - efter Hans Lindberg - med 2905 mål og var topscorer i 1997, 1999, 2000, 2001, 2002, 2004 and 2007.
Han har spillet mere end 260 kampe for Sydkoreas landshold og var topscorer ved VM i 1995 og i 1997.
Han var fanebærer for Sydkorea ved OL i 2012.